# Mountain View (Nuevo México)
Mountain View es un lugar designado por el censo ubicado en el condado de Luna en el estado estadounidense de Nuevo México. En el Censo de 2010 tenía una población de 122 habitantes y una densidad poblacional de 154,44 personas por km².

## Geografía
Mountain View se encuentra ubicado en las coordenadas 32°13′44″N 107°44′46″O / 32.22889, -107.74611. Según la Oficina del Censo de los Estados Unidos, Mountain View tiene una superficie total de 0.79 km², de la cual 0.79 km² corresponden a tierra firme y (0%) 0 km² es agua.

## Demografía
Según el censo de 2010, había 122 personas residiendo en Mountain View. La densidad de población era de 154,44 hab./km². De los 122 habitantes, Mountain View estaba compuesto por el 63.93% blancos, el 0% eran afroamericanos, el 0% eran amerindios, el 1.64% eran asiáticos, el 0% eran isleños del Pacífico, el 33.61% eran de otras razas y el 0.82% pertenecían a dos o más razas. Del total de la población el 70.49% eran hispanos o latinos de cualquier raza.